# نگوزی مونی
نگوزی مونی (به انگلیسی: Ngozi Monu) (زادهٔ ۷ ژانویهٔ ۱۹۸۱) شناگر اهل نیجریه است.